# موش کور سنکاکو
موش کور سنکاکو (نام علمی: Mogera uchidai) نام یک گونه از سرده موش کورهای ژاپنی است.